# Alfenus
Genre
Alfenus est un genre d'araignées aranéomorphes de la famille des Salticidae.

## Distribution
Les espèces de ce genre se rencontrent en Afrique centrale.

## Liste des espèces
Selon World Spider Catalog (version 18.0, 05/03/2017) :
- Alfenus calamistratus Simon, 1902
- Alfenus chrysophaeus Simon, 1903

## Publication originale
- Simon, 1902 : Etudes arachnologiques. 31e Mémoire. LI. Descriptions d'espèces nouvelles de la famille des Salticidae (suite). Annales de la Société Entomologique de France, vol. 71 p. 389-421 (texte intégral).